# El meu oncle d'Amèrica
El meu oncle d'Amèrica (títol original en francès: Mon oncle d'Amerique) és una pel·lícula francesa de 1980 dirigida per Alain Resnais i protagonitzada per Gérard Depardieu, Nicole Garcia, i Roger Pierre. Ha estat traduïda al català i estrenada en sales comercials el 2015.

## Argument
La pel·lícula didàctica es basa en les idees del metge, escriptor i filòsof francès Henri Laborit, que es personifica a la pel·lícula. Utilitza les històries de tres persones per il·lustrar les teories de Laborit sobre psicologia evolutiva sobre la relació entre ell mateix i la societat.
René abandona la granja familiar per convertir-se en executiu d'una empresa tèxtil francesa. Janine deixa enrere la seva família proletària per convertir-se en actriu que s'implica amb Jean Le Gall, un escriptor/polític burgès ben educat. Els tres personatges s'enfronten a opcions difícils en situacions de canvi de vida dissenyades per il·luminar les idees de Laborit.
Henri Laborit il·lustra les nostres 3 reaccions a entorns estressants (lluita, fugida i inhibició), mitjançant rates de laboratori, que il·lustren la història de la pel·lícula. Els animals simples tenen un cervell reptilià preocupat per la son, la gana i el sexe. Els animals més sofisticats també tenen un cervell associat que recorda comportaments que condueixen a resultats. Totes les criatures s'esforcen per l'equilibri, o l'homeòstasi, en els seus entorns, que es manifesten com a conductes controladores dels personatges de la pel·lícula.

## Repartiment
- Gérard Depardieu - René Ragueneau
- Nicole Garcia - Janine Garnier
- Roger Pierre -Jean Le Gall
- Nelly Borgeaud - Arlette Le Gall
- Pierre Arditi - Zambeaux
- Gérard Darrieu - Léon Veestrate
- Philippe Laudenbach - Michel Aubert
- Marie Dubois - Thérèse Ragueneau
- Henri Laborit - ell mateix

## Producció
L'editor de la pel·lícula, Albert Jurgenson, que ha treballat en moltes pel·lícules d'Alain Resnais, considera que El meu oncle d'Amperica és una pel·lícula realitzada per explorar les possibilitats que ofereix el muntatge cinematogràfic. A l'edició d'aquest film, va haver d'inventar una nova forma de treballar, ja que “tots els mètodes que havia utilitzat en pel·lícules anteriors van quedar obsolets.

## Premis i honors
La pel·lícula va guanyar el Grand Prix i el premi FIPRESCI al 33è Festival Internacional de Cinema de Canes, i el guió de Henri Laborit i Jean Gruault fou nominat als premis Oscar de 1980 pel millor guió original.
La pel·lícula apareix al llibre 1001 Movies You Must See Before You Die. El 1980 va rebre el Fotogramas de Plata a la millor pel·lícula estrangera.